# II Арменски легион
II Арменски легион (Legio II Armeniaca; Legio Secunda Armeniaca) e легион на Римската империя, принадлежащ към т. нар. псевдокомитатензи (гранични войски (лимитанеи), изпълняващи при нужда функциите на редовна армия).
Сформиран е с I Арменски легион като и е стациониран в провинция Армения, където участва в строежа на лагера Сатала (Садак).
През 360 г. участва безуспешно с II Партски легион и Legio II Flavia Virtutis в боеве за защита на град Bezabde (днес Джизре, Турция) на р. Тигър против персите.
Легионът съществува до ранния 5 век според Notitia dignitatum като legio pseudocomitatensis под командването на magister militum per Orientem.